# 長孫順徳

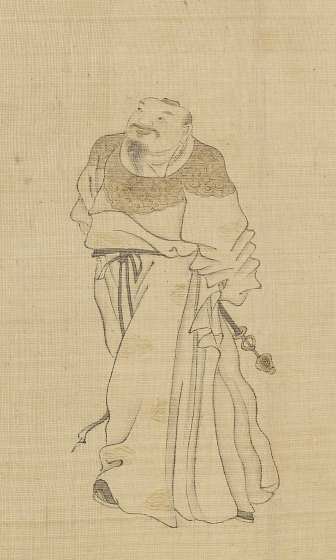
長孫順徳

長孫 順徳（ちょうそん じゅんとく、生没年不詳）は、唐の軍人・政治家。長孫無忌や長孫皇后の族叔であり、唐の外戚にあたる。本貫は河南郡洛陽県。

## 経歴
隋の開府の長孫愷（長孫澄の子）の子として生まれた。隋に仕えて右勲衛となり、高句麗遠征への従軍を忌避して、太原に逃れた。李淵や李世民と親交を持った。大業13年（617年）、李世民は群盗を討つことを名目として、順徳や劉弘基らに兵を徴募させた。瞬く間に一万人あまりを集め、王威・高君雅らを殺害した。李淵が起兵すると、統軍に任じられた。霍邑・臨汾・絳郡を平定するのに従い、戦功があった。劉文静とともに屈突通を潼関で攻撃し、屈突通が洛陽に逃れようとすると、順徳は桃林で追いついて、屈突通を捕らえ長安に連行した。武徳元年（618年）、高祖（李淵）が即位すると、左驍衛大将軍に任じられ、薛国公に封じられた。
武徳9年（626年）、秦叔宝らとともに李建成の残党を玄武門で討伐した。太宗（李世民）が即位すると、食邑千二百戸を受け、宮女を賜り、内省に宿直した。貞観元年（627年）、賄賂として絹を受け取っていたことが発覚したが、太宗はかれの功績を惜しんで、罪を加えるのに忍びず、絹数十匹を賜った。李孝常の乱に連座して庶民に落とされた。一年あまり後、沢州刺史として復帰し、その爵位と食邑を戻された。順徳は放縦で、法律を守らなかったが、その統治は端折って簡明であり、明粛と号された。官吏たちの多くは百姓にたかっていたが、順徳はこれを糾弾して許さなかったので、良牧と称された。前の刺史の張長貴と趙士達が田畑数十頃を占拠していたが、順徳はこれを弾劾して奪い、貧戸に給付した。まもなく事件に連座してまた免官された。ときに娘を亡くして意気消沈し、病にかかった。太宗はこれを聞いて「順徳もふがいない。児女の情にほだされて、病にかかるとは。見舞いに行く必要があるか」と房玄齢に言った。順徳はまもなく亡くなると、荊州都督の位を追贈され、襄と諡された。貞観13年（639年）、邳国公に追って改封された。永徽5年（654年）、開府儀同三司の位を追贈された。

## 伝記資料
- 『旧唐書』巻58 列伝第8「長孫順徳伝」
- 『新唐書』巻105 列伝第30「長孫順徳伝」